# Kánon (vallás)
A kánon egyházi és vallási szóhasználatban olyan könyvek gyűjteményére, illetve szent irodalmi szövegállományra utal, amely tekintéllyel bír és sérthetetlennek számít. Ezek a szövegek hitszabályokra, tanításokra, beszédekre, illetve szövegmagyarázatokra vonatkozhatnak. Ilyen például a keresztény Biblia, az iszlám Korán, vagy a théraváda buddhista Tipitaka.
A görög szó (κανών, kanón, "nádpálca", "vessző", "vonalzó", "bot", "mérővessző" jelentésű szóból) teológiai és vallástudományi fogalom, amelynek jelentése szabály, zsinórmérték, norma, minta. 

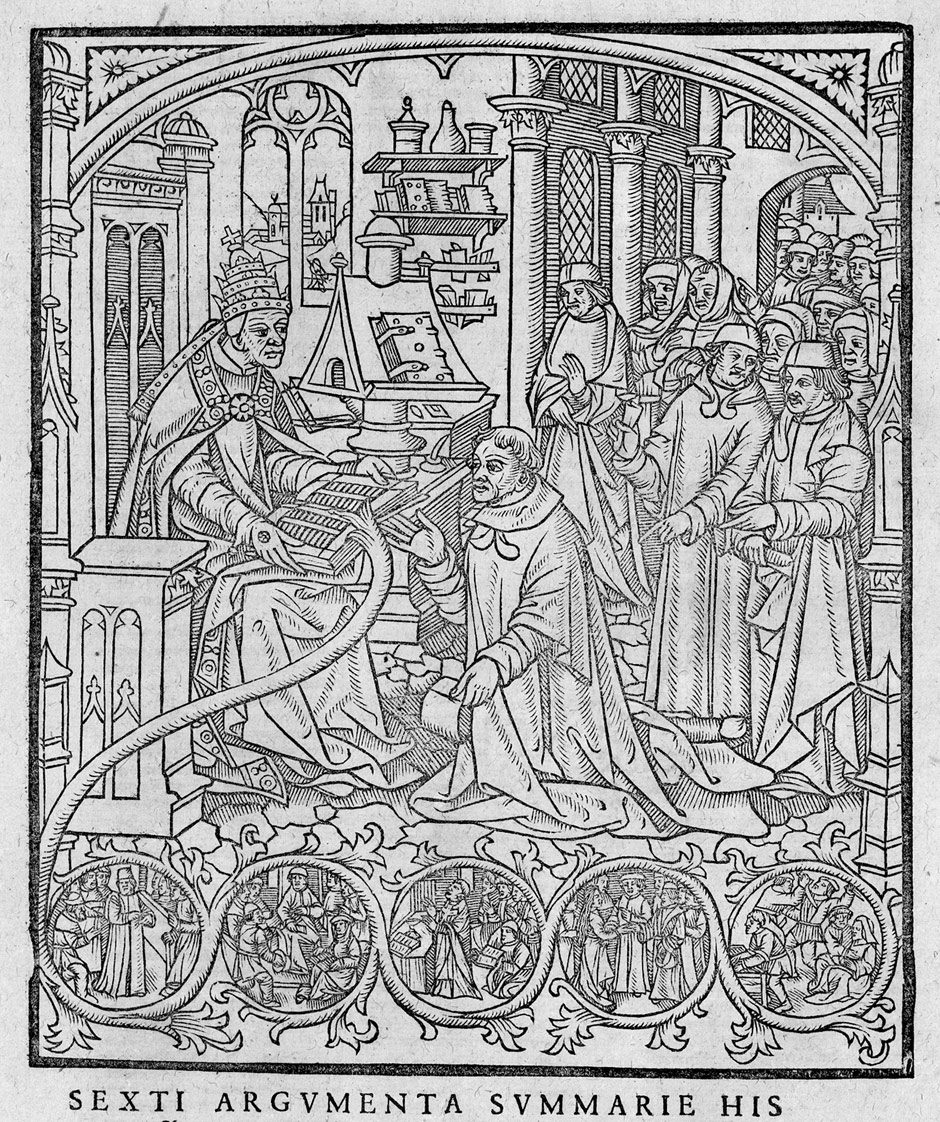
Fametszet a Corpus Iuris Canonici 1573-as kiadásában. Ez a kánonjogi gyűjtemény XIII. Gergely pápa ideje alatt jelent meg hiteles kiadásban, amely később a legfontosabb középkori egyházjogi gyűjteménnyé vált. 1582-ben az Emendationem kezdetű bullában az átdolgozott jogforrás használatát tette kötelezővé az egész katolikus egyházban

## Kereszténység
- A Biblia könyveinek általánosan elfogadott kánonjáról lásd: Bibliai kánon.
- Az Újszövetség kánonjáról és annak folyamatáról lásd: az Újszövetség kanonizációja.
- A római katolikus egyházban az első századokban csupán a hitszabályt értették kánonon, 325-ben az első nikaiai zsinaton használták ezt a szót először a fegyelmi határozatokra. A tridenti zsinat viszont a szót a hitágazatokra használta, míg a fegyelmi határozatokat «decretum» néven ismeri.
- A katolikus mise-kánon a misének a Sanctustól egész az áldozásig terjedő része, amely az áldozat bemutatásának állandó módozatát adja.

## Buddhizmus
Az első buddhista kánonok valamikor i. e. 500 és az időszámítás kezdete között születtek. A legelső alkalommal feltehetően az i. e. 1. században írták le ezeket. A különböző kolostoroknak és iskoláknak saját buddhista hagyományok szerint állították össze a kánonját.

### Théraváda
A Páli kánon a théraváda buddhizmus kánonja, amely más néven a páli irodalmon belül található Tipitaka. Három fő részből áll: Vinaja-pitaka, Szutta-pitaka, Abhidhamma-pitaka. Az első a szerzetesi élet szabályainak gyűjteménye. A második több mint tízezer szuttát (tanítás) tartalmaz, ezeket a történelmi Buddhának vagy az ő tanítványainak tulajdonítják (lásd még: szutták listája). A harmadik az Abhidhamma-pitaka, amely egy részletesen kidolgozott skolasztikus gyűjtemény, amely nem filozófiai fejtegetéseket tartalmaz, hanem összefoglalókat és felsorolásokat. Egyes korai buddhista iskoláknak saját kánonjuk volt – például a szarvásztiváda buddhista kánon, amelynek többsége fennmaradt kínai és tibeti fordításban is.

### Mahájána
Nem létezik egyetlen meghatározott mahájána buddhista kánon, inkább szöveggyűjtemények léteznek. A mahájána szútrákban található tanítások csoportja egy laza kritériumoknak megfelelő gyűjtemény, amelybe különböző nézetek tanításai is belekerülhettek. A legalapvetőbb mahájána szútrák manapság a Pradzsnyápáramitá szútrákba tartozó Szív szútra és a Gyémánt szútra. A szabványok a kínai buddhista kánont jelentő Taisó Tripitaka, amelyet az 1920-as években szerkesztettek újra Japánban. A 85 kötetes mű kanonikus és nem-kanonikus műveket is tartalmaz: ágamákat, többféle vinaja változatot, az abhidarmát és tantrikus írásokat.

### Vadzsrajána
A Tibeti buddhista kánon szent szövegek egy lazán meghatározott listáját jelenti, amelyet a tibeti buddhizmus legkülönbözőbb iskolái is elfogadnak. A kora buddhista szútrajána szövegek (főleg szarvásztiváda) és mahájána források mellett a tibeti buddhista kánonba tartoznak még a tantrikus szövegek. A tibeti kánont legutoljára Buton Rincsen Drub (1290–1364) alakította át a 14. században. A tibetieknek nem volt formálisan elrendezett kánonuk, mint a mahájána, ezért megalkották sajátjukat, amely a szövegeket két laza kategóriába rendezte. A Kandzsúr („lefordított szavak”) azokat a szövegeket foglalja magában, amelyek Buddha szavait tartalmazzák. Minden szövegnek feltehetően létezik egy szanszkrit fordítása, azonban sok esetben a tibeti szöveget kínairól vagy más nyelvről fordították. A Tandzsúr ("lefordított tanulmányok"), magyarázó szövegek – mahájána és nem-mahájána egyaránt. A Tandzsúr 3626 szöveget tartalmaz 254 könyvben.

## Iszlám
Az iszlám kanonikus szent szövege a Korán, amely az iszlám tantételei szerint Isten Mohamed prófétán keresztül kinyilatkoztatott szava, amely öröktől való. Hogy ne lehessen a Korán helyes olvasatát vita tárgyává tenni, a harmadik kalifa, ’Uṯmān ibn ’Affān (644-656) megbízta Zajd ibn Tábitot és további néhány nagy tudású muszlimot a „hivatalos” szövegváltozat kialakításával. Így készült el az etalonnak tekinthető Oszmán-féle kézirat. A síiták egy része úgy tartja, hogy a kanonikus Korán elkészültekkor a régebbi, más, már leírt változatokat vagy megsemmisítették, vagy ellehetetlenítették. ’Alī ibn 'Abī Ṭālib kalifának, Mohamed próféta vejének is volt egy Korán-változata, amely pont ugyanaz volt, mint a kanonikus, csak kiegészítette a saját kommentárjaival és Ali egyedüli jogos öröklési jogára vonatkozó részeket is tartalmazott. Ezt a változatot viszont Oszmán megsemmisítette. A szunnita kalifák így nem a Korán szövegét hamisították meg, hanem a síiták által az első és egyetlen jogos kalifának, és az első imámnak elismert ’Alī tanításait és magyarázatait "törölték" a Koránból – amitől a Korán maga nem lesz kevesebb és kevésbé teljes.